# Andrea Terzi (pittore)
Andrea Terzi (Monreale, 10 novembre 1842 – Roma, 1918) è stato un pittore e scultore italiano.

## Biografia
Di umili origini, studiò sotto la guida di Giuseppe Patania. Contribuì ad illustrare un libro, Il Duomo di Monreale, scritto dal Prof. Michele Amari, che fu premiato nel 1873 all'esposizione universale di Vienna e nel 1878 all'esposizione universale di Parigi.
Suo figlio, Amedeo John Engel Terzi, fu un noto entomologo e illustratore di Diptera. Altro suo figlio fu Aleardo Terzi (1870 – 1943), disegnatore pubblicitario.